# 포스리컨
포스리컨(영어: Force Reconnaissance; Force Recon, FORECON)은 미국 해병대의 특수부대로, 미국 특수 작전 사령부나 미 해병 특수 작전 사령부 소속이 아니며, 현재 미 해병대 제1사단과 미 해병대 제2사단에 제1포스리컨 중대와 제2포스리컨 중대가 각각 배속 되어 있으며, 작전지휘권은 함대 해병군과 제1해병원정군, 제2해병원정군에 있다. 예비전력으로는 제2해병원정군 예하의 제3포스리컨 중대와 제1해병원정군 예하의 제4포스리컨 중대가 있다.

## 역사
1957년 6월 19일에 창설되었다.

## 부대
현재 2개의 현역 중대(1, 2포스리컨 중대)와 2개의 예비역 중대(3,4포스리컨 중대)가 있다. 미 해병대 제1사단과 미 해병대 제2사단에 제1포스리컨 중대와 제2포스리컨 중대가 각각 배속 되어 있고, 작전지휘권은 함대 해병군과 제1해병원정군, 제2해병원정군에 있다. 또한 제2해병원정군 예하의 제3포스리컨 중대와 제1해병원정군 예하의 제4포스리컨 중대가 있다. 일반 보병 중대(중대장 대위), 소대(소대장 소위)와는 달리 포스리콘 중대의 중대장은 중령이다. 포스리콘 중대 예하 소대의 소대장은 대위이다.

## 장비
- M4A1 소총
- M16A4 소총
- M16A2 소총
- Mk.18 단축형소총
- M249 SAW
- M27 분대자동화기
- MARPAT 전투복
- IFAV 차량
- M40 저격소총
- M110 저격소총
- M14전투소총
- M14 DMR지정사수용 소총
- Mk.14EBR전투소총
- Mk.39 EBR 지정사수용 소총
- M82A3 바렛 저격소총
- M107A1 바렛 저격소총
- M240 기관총
- M2HB 50구경 중기관총
- XM25 유탄발사기
- M7 대검
- M9 대검
- M45A1 권총
- M1911A1 권총
- M9 권총
- MP5 기관단총
- M32 유탄발사기
- Mk.19 유탄기관총
- Mk.47 유탄기관총
- 신소재 방탄 헬멧
- NOMEX 전투복
- 베넬리 M1014 산탄총
- 모스버그 M500 산탄총
- 모스버그 M590 산탄총
- 윈체스터 1200 산탄총
- 레밍턴 M870 산탄총
- ACOG 4배율 조준경
- 플립 업 사이트
- M68 CCO
- AN/PRC-148 무전기, 프랑스 탈레스, VHF 핸디, 30-512 Mhz, 5와트출력, 음성/데이터
- AN/PRC-117F 무전기, 미국 해리스, VHF 포터블, 30-512 Mhz, 20와트출력, 음성/데이터, NSA 인가 1급기밀통신기, 위성통신(SATCOM)
- AN/PRC-138 무전기, 일본 ICOM, HF 포터블, 위성통신 불가능시 전 세계 교신
- Kowa TSN-822 스코프
- DRS Technologies "Nightstar" 스코프
- Man Pack Secondary Imagery Dissemination System (MPSIDS)
- M2120 SOPHIE 장거리 적외선 카메라
- AN/PEQ-1A 레이저 마커
- GPS 수신기
- 스쿠버 장비
- 낙하산 장비
- M67 수류탄
- CH-46 수송헬기
- CH-47 수송헬기
- AH-1Z 공격헬기
- UH-1베놈 다목적 헬기
- UH-60 다목적헬기

## 같이 보기
- 미국 해병대
- 제1해병원정군 (미국)
- 제2해병원정군 (미국)
- 제3해병원정군 (미국)
- 제1해병사단 (미국)
- 제2해병사단 (미국)